# 개막식

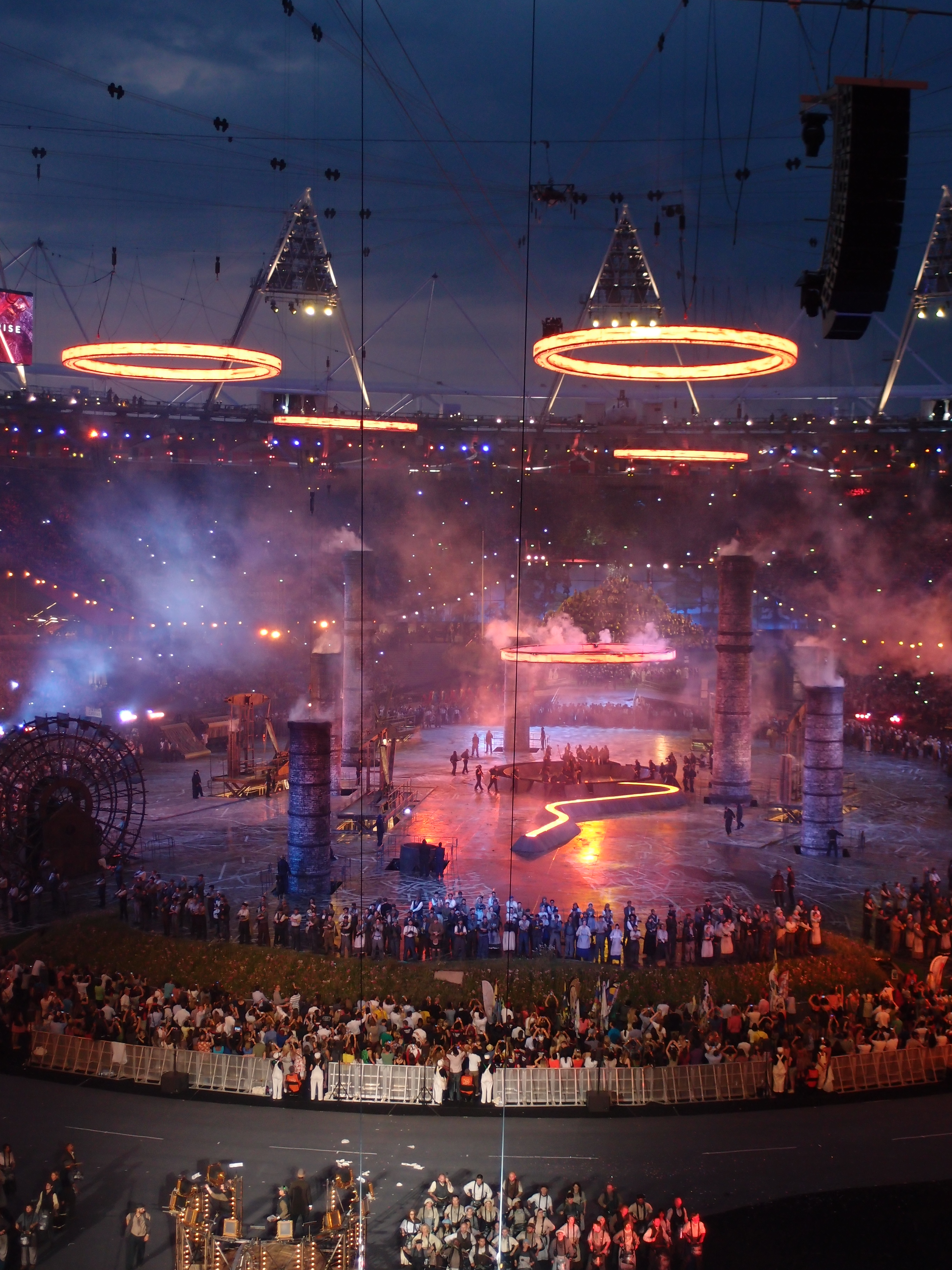
2012년 하계 올림픽 개막식의 일부

개막식(開幕式, 영어: opening ceremony, grand opening, ribbon-cutting ceremony) 또는 개회식(開會式)은 행사나 대회의 개최에 앞서 열리는 식이다. 주로 행사 첫날에 행해지지만 행사에 따라 개최 전날에 시행되는 경우도 있다. 개회식에는 개회 선언 · 국기 게양 · 내빈 축사 등이 진행된다. 연주 · 합창 등을 하는 경우도 있다. 대회의 개회식은 선수 입장과 선수 선서 등이 진행된다. 입장 순서는 알파벳순, 성적순 등이 있다. 올림픽의 경우 성화 점화도 진행된다.

## 같이 보기
- 폐막식
- 소프트 론치(en:Soft launch, 소프트 오프닝/soft opening) - 테스트(시범) 개막/개점
- 리본커팅식